# Koetille
Koetille is een weg en voormalige brug en mogelijk buurtschap in de gemeente Harlingen, in de Nederlandse provincie Friesland. Koetille ligt ten oosten van de stad Harlingen, langs het Van Harinxmakanaal. Tussen Koetille en Harlingen ligt de Ludingaweg die na Koetille verder loopt naar de buurtschap IJslumburen.
In 2024 waren er aan de weg Koetille een tiental adressen. Dit zijn vooral verspreide bewoning net buiten de stad Harlingen. De status van Koetille is niet eenduidig. Het Kadaster heeft Koetille niet gemarkeerd als buurtschap, of gehucht.

## Geschiedenis
Koetille viel van oorsprong onder Midlum en lag bij buurtschap Ludinga(kerke). Hier stond in ieder geval vanaf de 12e eeuw de Ludingastins, later Ludinga State. 
Koetille was de naam van de brug (tille, een kleine brug) over de Harlingertrekvaart, later het van Harinxmakanaal. Over deze brug werd vee (voornamelijk koeien) heen en weer gebracht. De draaibrug werd in de 19e eeuw vervangen door een ophaalbrug. De brug maakte deel uit van de verbinding tussen Midlum en Achlum. Bij de brug stond een tolhuis. De brug verdween na de aanleg van het van Harinxmakanaal. Het Van Harinxmakanaal werd er in 2019 verbreed met nieuwe kades aan beide kanten van het water. Aan de overkant van het kanaal het bedrijventerrein, de Oostpoort verder ontwikkeld om de scheepvaart beter te kunnen faciliteren.

## Klooster
Bij de Koetille stond de Ludingakerk(e), aanvankelijk een kerk, die in 1157 een klooster werd. Het klooster had uithoven op Texel en Vlieland. Het klooster had enkele landerijen in het bezit, waaronder enkele aan de overkant van het van Harinxmakanaal. In 1517 werd het klooster verwoest, en verplaatst naar Achlum. 61 jaar later werd ook daar het klooster geheel verlaten, twee jaar voor de Reformatie toen de meeste kloosters sloten en verdwenen/verwoest werden. De precieze plek van het klooster werd in de 20e eeuw bekend toen een een boer het land liet egaliseren en er graven werden ontdekt van de monniken van het klooster.

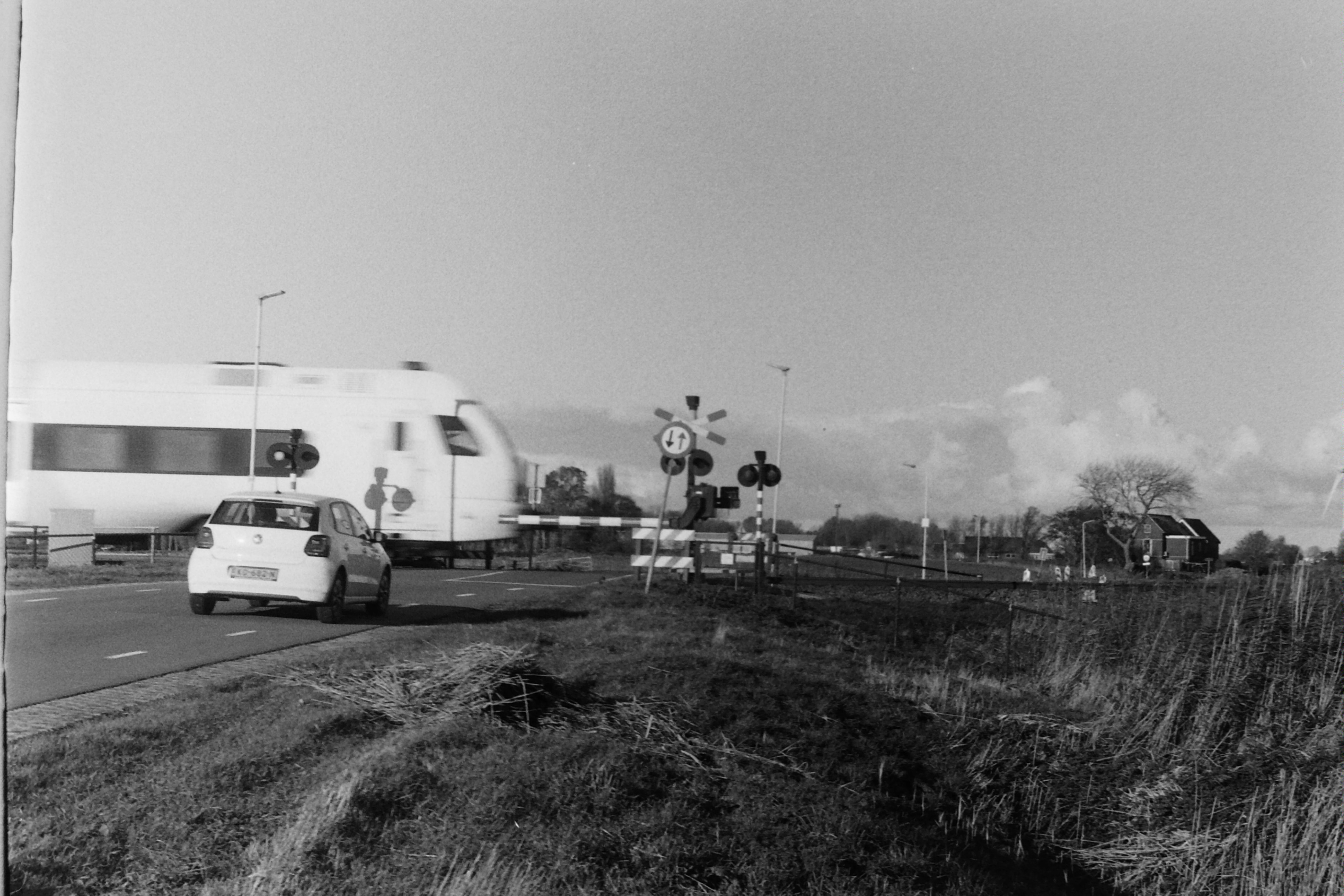
Spoorwegovergang Ludingaweg met op de achtergrond de voormalige brugwachterswoning annex spoorweghalte Koetille

## Station
De buurtschap heeft een eigen spoorwegstation gehad aan de spoorlijn Stiens - Harlingen. Station Koetille was geopend van 1904 tot en met begin 1935. Van de spoorlijn is weinig over. Ook de spoorbrug over het Van Harinxmakanaal is net als de andere brug gesloopt. Het station kende een wachterswoning uit 1903. De wachterswoning is na de sluiting omgebouwd tot een woonhuis.

## Molens
Volgens de molendatabase hebben ten oosten van Koetille twee poldermolens gestaan, hoewel het mogelijk om dezelfde molen gaat. De oudste molen was een spinnenkop en werd Molen van Wijbe Jorritsma genoemd, naar de eigenaar en molenaar. De molen dateert van van voor 1832. In 1873 verdween de molen van de kaart. Op minder dan 100 meter ten zuiden zou een onbekend type molen hebben gestaan met de naam Polder Groot-Ungabuurt. Deze molen is waarschijnlijk voor 1873 gebouwd en in 1912 afgebroken.
Beide molens bemaalden de Groot Ungabuurtsterpolder. Deze polder werd in 1867 opgerichte en was circa 262 hectare groot. De polder lag in het gebied tussen IJslumburen, Kiesterzijl. Ungabuurt en Koetille. In de 1913 werd het waterschap Ludinga opgericht, die de waterstaatkundige werken van deze polder overnam.
Stad en dorpen: Harlingen · Midlum · Wijnaldum

Buurtschappen: Atjetille ·De Blijnse · IJslumburen · Kiesterzijl (klein deel) · Koetille · Koningsbuurt · Roptazijl (deels) · Saltryp · Voorrijp

Voormalige buurtschappen: Almenum · Luidum · Ungabuurt

Friesland: Steden en dorpen      Nederland: Provincies · Gemeenten